# Ulf Kirsten
Ulf Kirsten (Riesa, 4 de dezembro de 1965) é um ex-futebolista e atual treinador alemão. Chegou a ser um dos grandes artilheiros da extinta DDR (Alemanha Oriental).

## Carreira
Destacou-se no Bayer Leverkusen, pelo qual foi 2 vezes artilheiro da Bundesliga nas temporadas de 1996/1997, com 22 gols, e de 1997/1998, com também 22 gols. Foi às Copas do Mundo de 1994 e 1998 pela Seleção Alemã, pela qual também foi à Eurocopa 2000.
Anteriormente à reunificação, defendia a Alemanha Oriental, onde nascera, e era jogador do Dínamo Dresden, pelo qual ganhou o campeonato alemão-oriental duas vezes, em 1989 e 1990. Ao lado de Matthias Sammer, foi talvez o melhor ex-jogador da Seleção Alemã-Oriental que passou a jogar pela Alemanha reunificada.

## Títulos
Dynamo Dresden
- DDR-Oberliga: 1988–89, 1989–90
- FDGB-Pokal: 1984–85, 1989–90

Bayer 04 Leverkusen
- Copa da Alemanha: 1992–93

### Individuais
- Jogador de futebol do ano da Alemanha Oriental: 1989–90
- kicker Bundesliga - Seleção da Temporada: 1996–97, 1998–99
- Artilheiro da Bundesliga: 1992–93 (20 gols), 1996–97 (22 gols), 1997–98 (22 gols)
- Artilheiro da Taça dos Vencedores de Taças: 1993–94 (5 gols)
- Artilheiro Copa da UEFA: 1994–95 (10 gols)